# آکتا ایرانیکا
آکتا ایرانیکا (به انگلیسی: Acta Iranica) نشریه دوره‌ای در زمینه ایران‌شناسی است که به زبان‌های فرانسوی، انگلیسی و آلمانی منتشر می‌شود.
سرویراستار مجله ژاک دوشن-گیمن بود.
آکتا ایرانیکا مجموعه داوری همتا شده‌ای است که توسط انتشارات بریل در لیدن هلند منتشر می‌شود.
موضوعات این مجله شامل هنر، باستان‌شناسی، تاریخ باستان و زبان‌شناسی مردمان ایرانی‌تبار می‌شود.
دومین کنگره جهانی ایران‌شناسی در شیراز به سال ۱۹۷۱ میلادی انگیزه برای ایجاد آکتا ایرانیکا را به وجود آورد.